# Paul B. Johnson senior

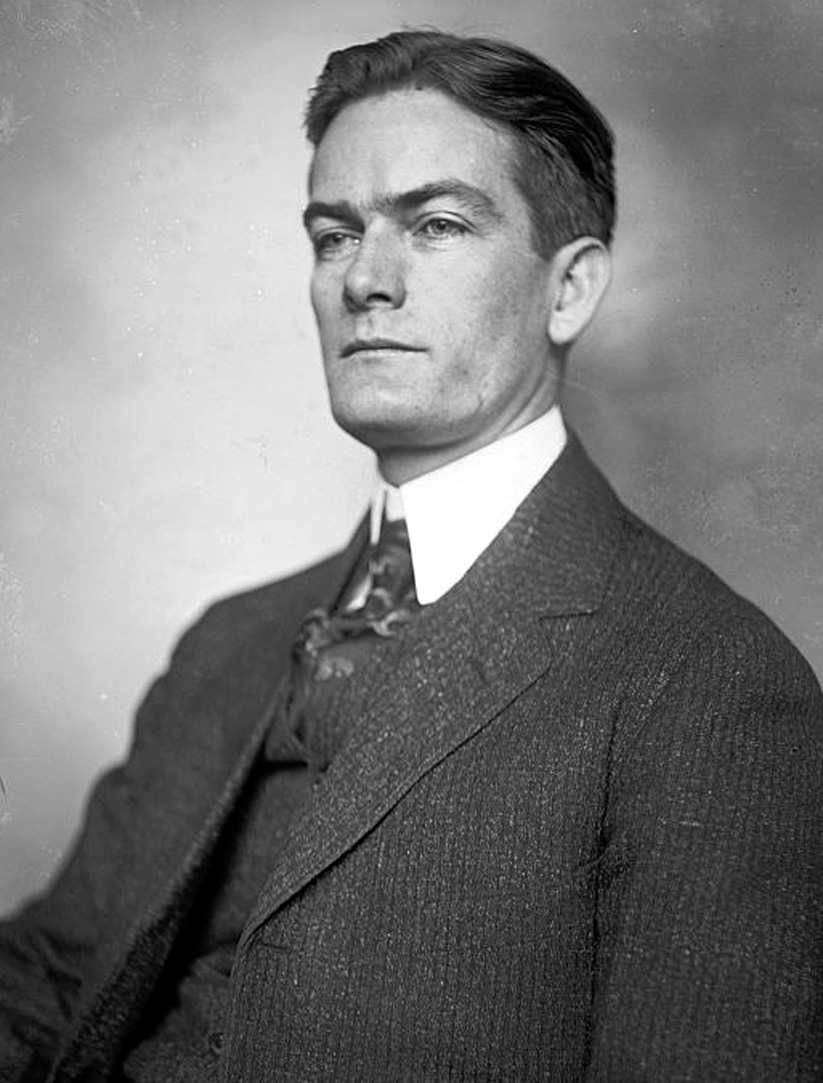
Paul B. Johnson, um 1920

Paul Burney Johnson, Sr. (* 23. März 1880 in Hillsboro, Scott County, Mississippi; † 26. Dezember 1943 in Hattiesburg, Mississippi) war ein US-amerikanischer Politiker und von 1940 bis 1943 Gouverneur des Bundesstaates Mississippi. Zwischen 1919 und 1923 vertrat er seinen Staat im US-Repräsentantenhaus.

## Frühe Jahre und politischer Aufstieg
Paul Johnson besuchte das Harpersville College und studierte dann bis 1903 am Millsaps College Jura. Danach begann er in Hattiesburg als Rechtsanwalt zu arbeiten. In den Jahren 1907 und 1908 war er dort Richter am städtischen Gericht und von 1910 bis 1919 war er Richter im 12. Juristischen Bezirk seines Staates. Johnson wurde Mitglied der Demokratischen Partei. Zwischen dem 4. März 1919 und dem 3. März 1923 war er für zwei Legislaturperioden Abgeordneter im US-Kongress. Eine weitere Kandidatur lehnte er 1922 ab. Danach arbeitete er wieder als Rechtsanwalt und in der Landwirtschaft. In den Jahren 1931 und 1935 bewarb er sich erfolglos um die Nominierung seiner Partei für das Amt des Gouverneurs.

## Gouverneur von Mississippi
Im Jahr 1939 schaffte er die Nominierung seiner Partei zum Spitzenkandidaten für die Gouverneurswahlen. Das war gleichbedeutend mit dem Wahlsieg, weil die Demokraten seit 1876 in Mississippi praktisch konkurrenzlos waren. Paul Johnson trat sein neues Amt am 16. Januar 1940 an. In seiner Amtszeit wurden, gegen massiven Widerstand, kostenlose Schulbücher gesetzlich vorgeschrieben. Damals wurden auch einige Teile des New-Deal-Programms der Bundesregierung auf Staatsebene eingeführt. So wurde unter anderem das Rentensystem verbessert. Der zweite Teil von Johnsons Amtszeit wurde von den Ereignissen des Zweiten Weltkriegs überschattet, an dem die Vereinigten Staaten seit dem 7. Dezember 1941, dem Tag des japanischen Angriffs auf Pearl Harbor, teilnahmen. Auch in Mississippi wurden Lebensmittel und Treibstoffe rationiert. Die Produktion wurde auf Rüstungsgüter umgestellt und junge Männer wurden für das Militär gemustert.
Gouverneur Johnson erkrankte während seiner Amtszeit ernstlich. Auch die heftigen Diskussionen um die Schulbücher setzten seiner Gesundheit zu. An Weihnachten 1943 verschlechterte sich seine Gesundheit so schnell, dass der Gouverneur bereits am 26. Dezember verstarb. Seine restliche Amtszeit bis Januar 1944 wurde von Vizegouverneur Dennis Murphree absolviert. Gouverneur Paul Johnson war mit Corinne Venable verheiratet, mit der er vier Kinder hatte, darunter den Sohn Paul, der zwischen 1964 und 1968 ebenfalls Gouverneur von Mississippi werden sollte.